# توهمایروی
توهْمایَرْوی (به فنلاندی: Tohmajärvi) یک منطقهٔ مسکونی در فنلاند است که در کارلیای شمالی واقع شده‌است.